# Saint-Placide (metropolitana di Parigi)
Saint-Placide è una stazione della metropolitana di Parigi sulla linea 4, sita nel VI arrondissement di Parigi.

## La stazione

### Origine del nome
La stazione ha preso il nome della rue Saint-Placide a sua volta intestata a san Placido, discepolo di Benedetto da Norcia e che, secondo la tradizione, venne tratto in salvo da un probabile annegamento da san Mauro.

### Storia
La stazione venne aperta il 9 gennaio 1910 con il nome di Vaugirard. Tuttavia, per evitare confusioni con la stazione  Vaugirard della linea A della Société du chemin de fer électrique souterrain Nord-Sud de Paris (oggi linea 12), viene cambiato il suo nome nell'attuale il 15 novembre 1913.

## Accesso
- 127, rue de Rennes

## Interconnessioni
- Bus RATP - 89, 94, 95, 96
- Noctilien - N01, N02, N12, N13